# Community organizing

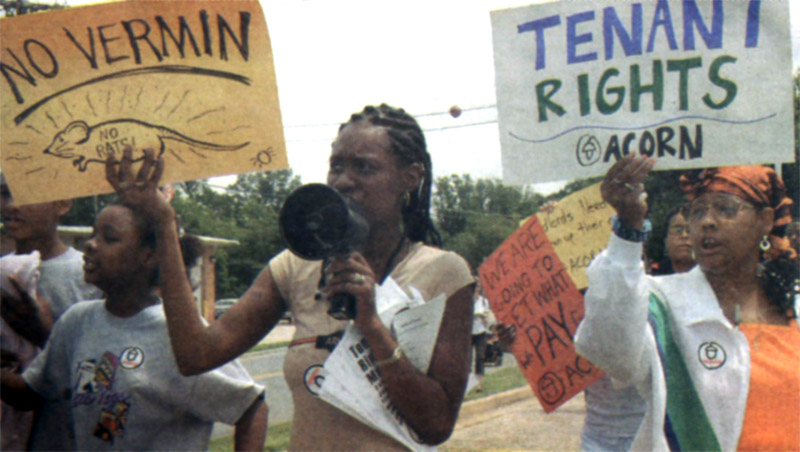
Manifestation de membres de lAssociation of Community Organizations for Reform Now en 2009.

Le community organizing décrit le processus par lequel des gens vivant à proximité les uns des autres construisent une organisation pour avoir plus de pouvoir et mieux faire valoir leurs intérêts communs face aux institutions publiques, aux entreprises, aux propriétaires dont les décisions affectent leur vie. Il a été popularisé par Saul Alinsky généralement considéré comme son père fondateur via ses deux apports majeurs: la formalisation de la fonction de community organizer, et l'idée de sortir les principes d'organisation, d'action et de négociation collectives des usines pour les appliquer dans les quartiers. 

## Traduction
Il n'y a pas de consensus sur la traduction en français du terme qui est le plus souvent utilisé en anglais en France et en Belgique. Le principe de regroupement pour la défense d'intérêt commun se traduit communément "syndicat" en français. Le terme community organizing pourrait dès lors se traduire par "organiser un syndicat de quartier" dans la lignée des travaux pionniers de Saul Alinsky. On utilise également les notions suivantes : organisation des communautés d'habitants, organisation des citoyens, auto-organisation, ou encore, parmi les travailleurs sociaux ou au Québec, la notion d'organisation communautaire.

## Objectifs

### Construire du pouvoir à même de transformer les institutions
L'un des principaux buts est la construction de pouvoir citoyen pour la communauté organisée afin d'influencer les décisions qui affectent ses membres, que ce soit de la part de propriétaires, de chefs d'entreprise, d'élus locaux ou de responsables institutionnels. Dans la continuité des principes posés par Alinsky, il s'agit de construire dans le quartier ou dans la ville l'équivalent du syndicat dans l'entreprise. Le community organizing se distingue ainsi d'autres approches comme le community building ou le community developpement, qui sont centrés sur la construction de lien social et le développement des capacités individuelles et collectives.

### Construire une organisation
"O.O.O. Un Organisateur Organise une Organisation." Heather Booth, fondatrice de la Midwest Academy 
Le concept central "organizing" distingue cette approche des pratiques de mobilisation ou d'animation. Quand ils vont rencontrer des personnes en porte-à-porte, à la sortie de l'église ou de l'école, les organisateurs se posent d'abord une question : "quelle organisation je suis en train de construire? De quoi les personnes rencontrées deviennent-ils membres?". Quand ils mènent des campagnes, ils se posent toujours la question: "en quoi cette campagne va-t-elle faire grandir l'organisation?". 

### Contribuer à l'éducation politique des membres
"La fin et la nature même de la construction d'une organisation du peuple sont éducationnelles. (..) L'organisation permet de créer un ensemble de circonstances favorables au déroulement d’un processus éducationnel, (...) elle suscite les conditions et le climat qui donneront envie aux gens d’apprendre pour apprendre, parce que c’est essentiel à leur vie." Saul Alinsky, chapitre "Éducation populaire" du livre Radicaux, réveillez-vous  
Au sein des organisations citoyennes construites, l'éducation politique et la conscientisation se fait par l'expérience des actions collectives puis les débriefs, l'analyse des intérêts en jeu et des enjeux politiques derrière les situations concrètes d'injustice subie.  

### Autres
L'approche du community organizing favorise la structuration des milieux en soutenant la mise en place de ressources et leur consolidation et en soutenant les organismes. Elle contribue au renforcement de la vie démocratique des collectivités et organisations. Ainsi, les organismes communautaires fonctionnent selon une approche ascendante et favorisent les coalitions. 
Caroline Fourest constate « les dégâts intellectuels du community organizing »[Lesquels ?][Comment ?].

## Histoire et expériences de community organizing dans le monde

### Saul Alinsky et la création du community organizing comme syndicalisme de quartier
Saul Alinsky est considéré comme le père fondateur de l'organisation des communautés d'habitants. Formé à l'école de sociologie de Chicago, il travaille en 1938 avec Clifford Shaw sur un projet d'organisation collective pour réduire la délinquance dans le quartier populaire de Back of the Yards, avant de détourner le projet, inspiré par le mouvement syndical du CIO, pour en faire une organisation de défense des droits des habitants du quartier par l'action directe. 
En publiant le livre Reveille for radicals en 1946, il amène deux éléments fondateurs : la définition de la fonction de l'organisateur d'une part, et le principe de sortir les principes d'organisation, d'action et de négociation collectives des usines pour construire une dynamique syndicale dans les quartiers. S'il s'inspire des tactiques des syndicats professionnels, il ne construit pas l'organisation de quartier par des adhésions individuelles comme ceux-ci mais comme une coalition des organisations déjà existantes dans le quartier.

### Développement aux États-Unis

#### Organisation basée sur les congrégations: Alinsky, l'IAF et PICO
À la suite de la notoriété acquise par cette expérience, Alinky a fondé l'Industrial Area Foundations (IAF) avec le soutien financier de l'homme d'affaires Marshall Fields et de l'évêque catholique Bernard James Sheil. Il initiera des organisations dans les quartiers pauvres de Saint Louis, Woodlawn ou Rochester. Après sa mort en 1971, Edward T. Chambers prendra la tête de l'IAF. Il renforcera la logique d'organisation basée sur les congrégations religieuses (Congregations-based community organizing) où le travail de l'organisateur consiste d'abord à convaincre des responsables d'institutions religieuses de construire une alliance pour agir sur les problèmes sociaux qui touchent leurs membres. 

#### Organisation grassroots basée sur des membres individuels: CSO, NWRO, ACORN
En Californie, César Chavez, formé par Fred Ross, lui-même élève d'Alinsky a lancé la Community Service Organization (CSO), une association de promotion des laissés pour compte qui obtiendra par l'action directe (sit-ins, boycotts, piquets de grève…) des assurances sociales (maladie, vieillesse et incapacité de travail) pour les ouvriers agricoles. 
La création d'ACORN en Arkansas en 1970 par Wade Rathke et son expansion nationale rapide des années 1970 aux années 2000 va donner une dimension nationale au community organizing avec 500 000 membres revendiqués en 2008 et des campagnes nationales pour le droit au logement, l'accès au crédit bancaire ou l'enregistrement sur les listes électorales

### Diffusion du community organizing dans le monde

#### En Europe
L'approche de l'IAF d'organisation par l'alliance des congrégations, élargie à des institutions non-religieuses (université, syndicat) sera celle reprise par Neil Jameson lors du lancement du community organizing dans les quartiers Est de Londres, avec la fondation de Telco en 1996, qui deviendra London Citizens en 2004 puis Citizens UK en 2010. 
En France, la création de l'Alliance Citoyenne à Grenoble en 2012 est d'abord inspirée des méthodes de l'IAF à Londres. Après des difficultés à adapter ce modèle dans le contexte française, l'Alliance s'appuiera sur l'approche dite grassroots d'ACORN de construction des syndicats de quartier et de groupes minoritaires (femmes musulmanes, handicapés). Elle s'est déployée en France, en Seine-Saint-Denis et dans l'agglomération lyonnaise. 

#### En Afrique
Un forum du community organizing s'est tenu à Douala au Cameroun en septembre 2016 à l'initiative d'Acorn International, réunissant des organizers du Kenya, du Liberia, de Côte d'Ivoire, du Maroc et du Cameroun. L'association On Est Ensemble fédérant les habitants des quartiers pauvres de Douala s'est lancée dans la foulée et mène des campagnes pour l'accès à l'eau ou l'électricité. Avant cela, un travail d'organisation des communautés avait amené la création du Synaparcam, un syndicat de paysans riverains des plantations à huile se battant pour les droits des communautés face à la Socapalm, entreprise liée au groupe Bolloré.  
Des dynamiques d'organisation liées à Acorn International existent également au Liberia, au Kenya et en Tunisie.